# Monte Plische
Il Monte Plische è una cima delle Prealpi Venete alta 1991 m. È situata sullo spartiacque tra la valle dell'Agno, in provincia di Vicenza, e la valle di Revolto, la cui testata si trova in provincia di Trento. La cima è situata nella parte meridionale del gruppo del Carega e a nord-est dei Monti Lessini. Per la vetta passa il confine tra le province di Vicenza e di Trento, mentre la provincia di Verona resta confinata al Passo Tre Croci, situato poco a Sud di questo monte.
La cima è raggiungibile dal rifugio Scalorbi, in meno di un'ora di cammino, e dal rifugio Cesare Battisti in circa due ore. 
Sulla vetta è posta una piccola croce in ferro.

## Descrizione
Il Monte Plische offre un ambiente naturale caratterizzato da boschi di conifere e latifoglie, prati alpini e una varietà di flora e fauna tipiche delle Alpi. È una destinazione ideale per gli amanti della natura e gli escursionisti che cercano percorsi meno battuti e più tranquilli rispetto ad altre montagne più famose della zona. 

Il Monte Plische presenta resti di trincee e fortificazioni della Prima Guerra Mondiale. Questi siti storici offrono un'opportunità per comprendere meglio le condizioni di vita dei soldati durante il conflitto.

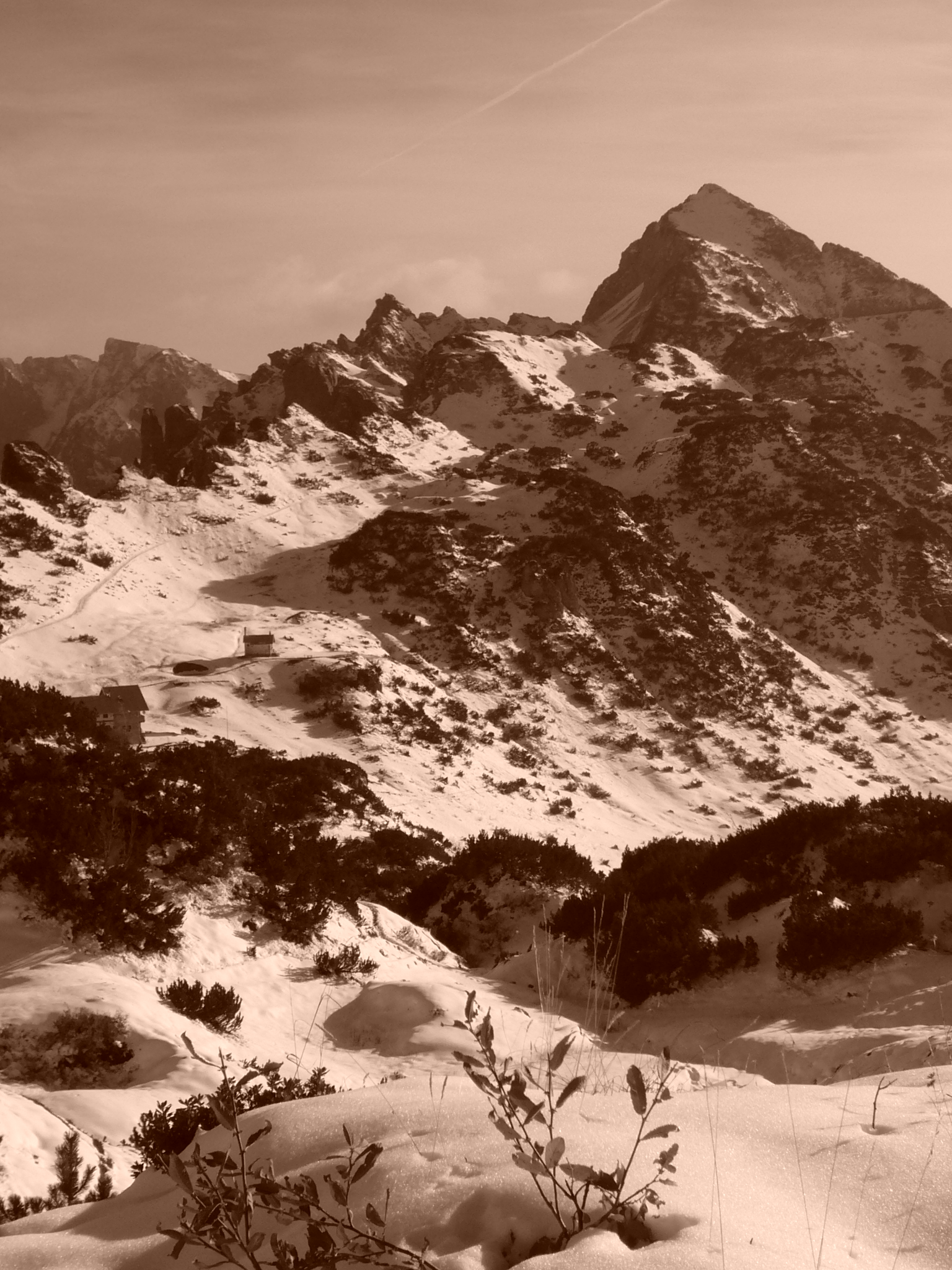
Plische visto risalendo il Vallon di Campobrun